# Mysletín (Ledenice)

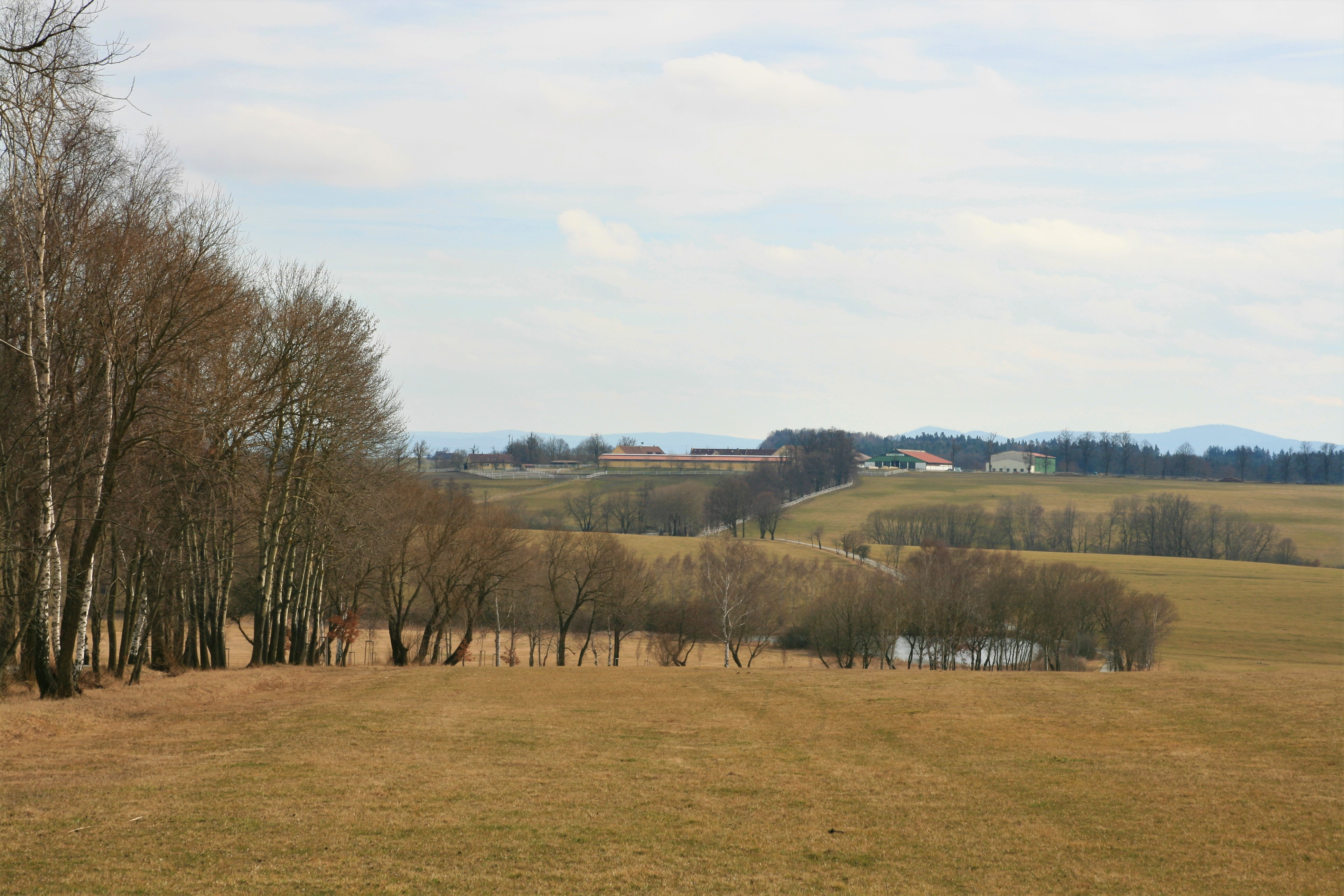
Blick von Norden auf Mysletín

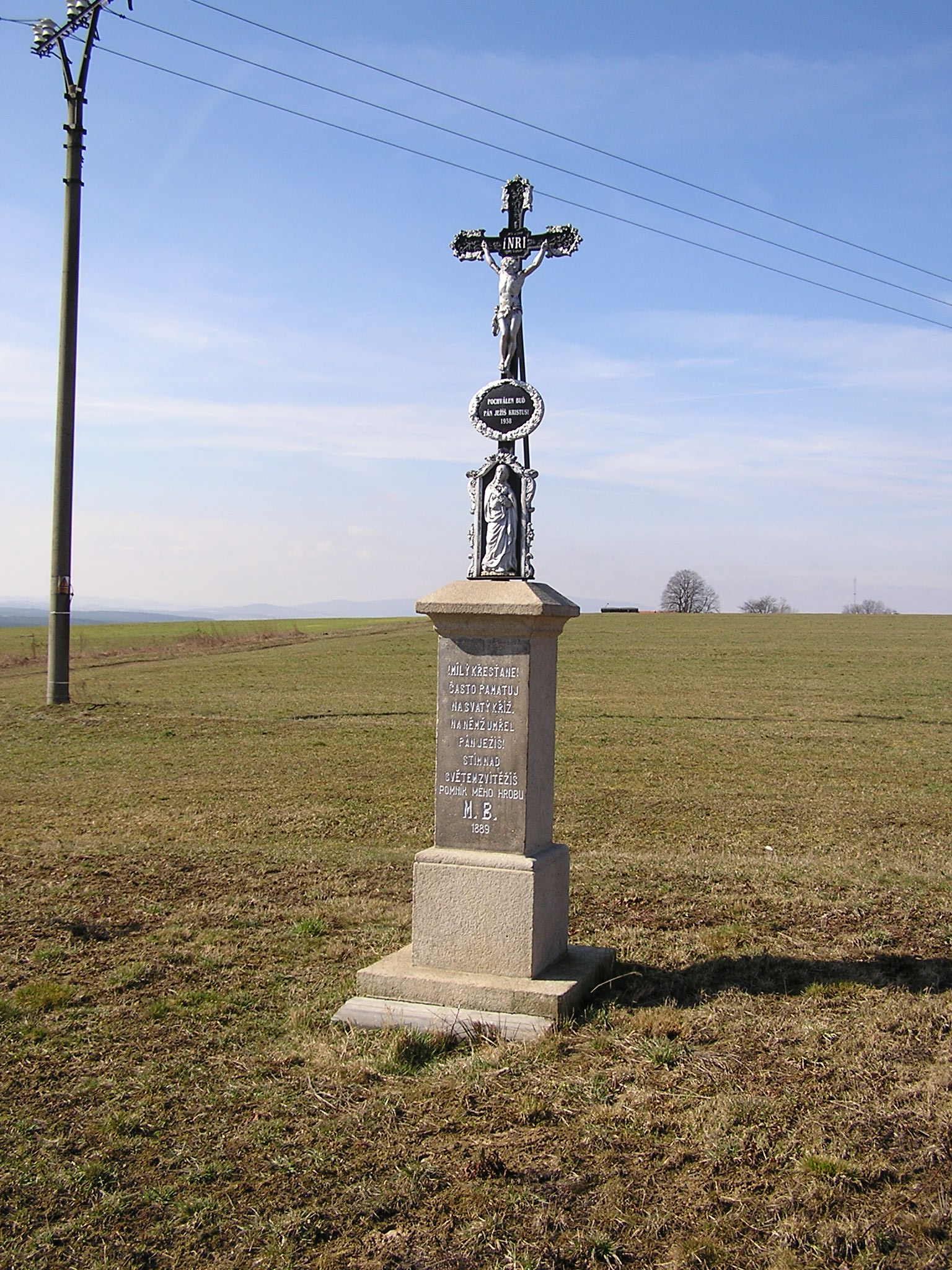
Flurkreuz bei Mysletín

Mysletín (deutsch Misletin) ist eine Einschicht der Minderstadt Ledenice (Ledenitz) im Okres České Budějovice, Tschechien. Sie liegt zwei Kilometer südwestlich von Ledenice und gehört anteilig zu den Ortsteilen Ohrazeníčko (Deutsch Baumgarten) und Zborov (Sborow).

## Geographie
Mysletín befindet sich rechtsseitig über dem Tal des Baches Zborovský potok auf einer Anhöhe im Süden der Lischauer Schwelle (Lišovský práh). Östlich erhebt sich die Vápenice (541 m n.m.), im Südosten der Vápenický kopec (Wapenitzberg; 555 m n.m.). Südwestlich verläuft die Bahnstrecke České Velenice–České Budějovice.
Nachbarorte sind Ohrazení (Böhmisch Baumgarten), U Císaře und Zaliny (Salin) im Norden, Ledenice im Nordosten, Růžov (Rosenstein) im Osten, Borovany (Forbes), Stašek, Pikov, Nováček und Radostice (Radostitz) im Südosten, Trocnov (Zalluschi) und Paseka im Süden, Strážkovice (Straschkowitz), Lomec (Lometz) und Borovnice (Borownitz) im Südwesten, U Pilaře, Klukov, Vojdlesák, Nová Ves (Neudorf) und Hůrka (Hurka) im Westen sowie Zborov und Ohrazeníčko im Nordwesten.

## Geschichte
Die erste urkundliche Erwähnung des Dorfes und der Feste Mysletín erfolgte 1368 als Sitz der Herren von Mysletín.  Dieses Kleinadelsgeschlecht, das einen von zwei Büffelhörnern flankierten Kopf im Wappen führte, war mit der Familie Žižka von Trocznow befreundet. Die erste Frau von Jan Žižka soll eine gebürtige von Mysletín gewesen sein. Der bedeutendste Vertreter dieser Familie, die das Gut bis in die erste Hälfte des 15. Jahrhunderts hielt, war Johannes de Missletin (Jan z Mysletína). Nachfolgende Besitzer des Gutes waren Peter und Ulrich von Rosenberg. Die Herren von Rosenberg schlugen das Gut  ihrer Herrschaft Wittingau zu und setzten in Mysletín einen Vogt ein. Der letzte Rosenberger, Peter Wok, überließ das Gut Mysletín 1597 seinem Buchhalter, Schreiber und mächtigen Ratgeber Martin Grejnar von Wewerzy, der auch Besitzer des Edelhofes Wewerzy war und sich fortan Grejnar von Wewerzy und Mysletin nannte. Grejnar beabsichtigte den Umbau der Feste Mysletín zu einem Renaissanceschloss und schloss am 3. April 1598 mit dem Baumeister Jan Pait einen Vertrag, der die Erweiterung der Feste um ein Gebäude, die äußere und innere Neugestaltung mit acht Giebeln, Gips-Sgraffito, einem erhabenen Eingang und Doppelkaminen sowie gewölbten Räumen zahlreichen Bauelemente vorsah. Dieser Plan wurde jedoch nie ausgeführt, weil Grejnar im Jahre 1600 von Peter Wok das Gut Lhenice erwarb und sich die dortige Feste zu einem Herrensitz umgestalten ließ. Das Gut Mysletín veräußerte Grejnar 1601 wieder an Peter Wok von Rosenberg. Nach dessen Tod erbten 1611 die Herren von Schwanberg die Herrschaft Wittingau; sie fiel nach der Konfiskation ab 1622 an das Haus Habsburg. Im Zuge der Erneuerung der während der Hussitenkriege erloschenen Pfarrei Ledenitz durch den neuen Prager Erzbischof Ernst Adalbert von Harrach wurde Mysletín 1623 als eines der neun nach Ledenitz eingepfarrten Dörfer aufgeführt. Während des Dreißigjährigen Krieges wurden das Dorf und die Feste mehrere Male niedergebrannt und erloschen schließlich.
Der Wittingauer Schlosshauptmann Johann von Eckersdorf (Jan z Ekrštorfu) schlug 1633 vor, auf den Ruinen von Mysletín eine Schäferei zu errichten. Stattdessen wurde der Hof Mysletín wiederaufgebaut, seine Erträge erwiesen sich jedoch als gering. Erzherzog Leopold Wilhelm von Österreich trat 1660 die Herrschaft Wittingau an die Fürsten Schwarzenberg ab. 1681 brannte der Mysletíner Meierhof ab; später entstand neben seinen Ruinen eine kleine Siedlung. Fürst Adam Franz Karl zu Schwarzenberg ließ den Meierhof 1719 durch seinen Baumeister Paul Ignaz Bayer neu errichten. Im Jahre 1788 bestand Misletin aus einem Meierhof.
Im Jahre 1840 war der im Budweiser Kreis gelegene einschichtige herrschaftliche Meierhof Misletin nach Teutsch-Baumgarten  bzw. Německy Ohraženy konskribiert. Pfarrort war Ledenitz. Bis zur Mitte des 19. Jahrhunderts blieb Misletin der Fideikommissherrschaft Wittingau untertänig.
Nach der Aufhebung der Patrimonialherrschaften gehörte die Einschicht Mysletín / Misletin ab 1850 zum Ortsteil Německé Ohražení / Deutsch-Baumgarten der Gemeinde Zborov / Zborow im Gerichtsbezirk Budweis. 1868 wurde Mysletín dem Bezirk Budweis zugeordnet. Im selben Jahre übernahm die Familie Velemínský den Hof Mysletín mit den zugehörigen 248 ha Land. Zwischen 1867 und 1869 erfolgte der Bau der Kaiser Franz Josephs-Bahn; der Zugverkehr auf dem Teilstück wurde am 1. November 1869 aufgenommen.
Nach dem Ersten Weltkrieg zerfiel der Vielvölkerstaat Österreich-Ungarn, Mysletín wurde 1918 Teil der neu gebildeten Tschechoslowakischen Republik. Beim Zensus von 1921 wurde Mysletín als ein zur Gemeinde Zborov gehöriger Hof aufgeführt. Nach dem Februarumsturz wurden die Familie Velemínský im Jahre 1949 enteignet und der Hof verstaatlicht. Seit 1976 gehört Mysletín zur Gemeinde Ledenice. Die vom Staatsgut zur Ruine heruntergewirtschaftete Hofanlage wurde 1995 privatisiert. Der neue Eigentümer Johann Hochstaffl ließ die Hofanlage wiederaufbauen; von der barocken Bausubstanz konnten nur die beiden Pferdeställe erhalten werden. An der südwestlichen Seite des Hofes errichtete die Firma Agro Hochstaffl s.r.o. eine Rinderzuchtanlage. Die zum Hof gehörige Landfläche wurde durch Zukäufe und Grundstückstausch auf 500 ha erweitert. In den historischen Stallungen des Hofes werden heute unter der Marke Stall Venus Missouri Foxtrotter und Traber gezüchtet. Der Hof ist nicht öffentlich zugänglich.

## Ortsgliederung
Die Einschicht Mysletín gehört anteilig zu den Ortsteilen Ohrazeníčko (Hof) und Zborov (neue Stallgebäude); sie ist Teil des Katastralbezirks Zborov.

## Sehenswürdigkeiten
- Hof Mysletín
- Flurkreuz am Weg von Ohrazeníčko nach Mysletín, errichtet 1889. Das auf einem hohen Steinsockel befindliche gusseiserne Kreuz mit Corpus Christi wurde 1938 erneuert
- Mysletíner Linde, vor dem Hof, Baumdenkmal
- Mysletíner Esche, südöstlich des Hofes am Weg nach dem Teich Cihelný rybník, Baumdenkmal
- Mysletíner Allee zwischen Ledenice und Mysletín, sie ist als Relikt der barocken Landschaft Südböhmens denkmalgeschützt.

## Söhne und Töchter des Ortes
- Karel Velemínský (1880–1934), Publizist und Übersetzer

## Trivia
In Alois Jiráseks Roman Mezi proudy (Zwischen den Strömen) über die Anfänge der Hussitenbewegung wird auch Mysletín beschrieben.